# Цеглув (Мінський повіт)
Цеглув (пол. Cegłów) — місто в Польщі, у гміні Цеґлув Мінського повіту Мазовецького воєводства.
Населення — 2226 осіб (2011).
Мало статус міста у 1621-1870 роках. 1 січня 2022 року відновлено статус міста.
У 1975-1998 роках село належало до Седлецького воєводства.

## Демографія
Демографічна структура станом на 31 березня 2011 року:
|          | Загалом | Допрацездатний вік | Працездатний вік | Постпрацездатний вік |
| -------- | ------- | ------------------ | ---------------- | -------------------- |
| Чоловіки | 1082    | 220                | 736              | 126                  |
| Жінки    | 1144    | 210                | 664              | 270                  |
| Разом    | 2226    | 430                | 1400             | 396                  |